# Christine Zierath
Christine Zierath (* 13. Oktober 1950 in Greifswald, verheiratete Christine Retzlaff) ist eine ehemalige deutsche Badmintonspielerin. Sie gewann vier DDR-Meistertitel im Damendoppel und zehn DDR-Mannschaftstitel für Einheit Greifswald und war mehrere Jahre Mitglied der DDR-Nationalmannschaft im Badminton.
Christine Retzlaff lebt heute in Wackerow.

## Sportliche Erfolge

### Nationale Titel
| Veranstaltung                | Saison    | Disziplin   | Sieger |
| ---------------------------- | --------- | ----------- | --- |
| DDR-Studentenmeisterschaft   | 1970/1971 | Damendoppel | Christine Zierath / Angela Cassens (Ernst-Moritz-Arndt-Universität Greifswald – Einheit Greifswald) |
| DDR-Studentenmeisterschaft   | 1970/1971 | Dameneinzel | Christine Zierath (Ernst-Moritz-Arndt-Universität Greifswald – Einheit Greifswald) |
| DDR-Studentenmeisterschaft   | 1970/1971 | Mixed       | Hubert Wagner / Christine Zierath (Ernst-Moritz-Arndt-Universität Greifswald – Einheit Greifswald) |
| DDR-Einzelmeisterschaft      | 1971/1972 | Damendoppel | Annemarie Richter / Christiane Zierath (Wismut Karl Marx Stadt / Einheit Greifswald) |
| DDR-Mannschaftsmeisterschaft | 1971/1972 | Mannschaft  | Einheit Greifswald (Edgar Michalowski, Erfried Michalowsky, Klaus Müller, Hubert Wagner, Jürgen Schulz, Ralf Peters, Hans-Peter Bösel, Jürgen Brösel, Angela Cassens, Spörke, Christine Zierath)                     |
| DDR-Mannschaftsmeisterschaft | 1972/1973 | Mannschaft  | Einheit Greifswald (Erfried Michalowsky, Edgar Michalowski, Klaus Müller, Ralf Peters, Michael Franz, Hubert Wagner, Christine Zierath, Renate Thurow, Angela Michalowski)                                           |
| DDR-Studentenmeisterschaft   | 1972/1973 | Damendoppel | Christine Zierath / Angela Michalowski (Ernst-Moritz-Arndt-Universität Greifswald – Einheit Greifswald) |
| DDR-Studentenmeisterschaft   | 1972/1973 | Dameneinzel | Christine Zierath (Ernst-Moritz-Arndt-Universität Greifswald – Einheit Greifswald) |
| DDR-Studentenmeisterschaft   | 1972/1973 | Mixed       | Erfried Michalowsky / Christine Zierath (ISMbEt Berlin / Ernst-Moritz-Arndt-Universität Greifswald – Einheit Greifswald)                                                                                             |
| DDR-Mannschaftsmeisterschaft | 1973/1974 | Mannschaft  | Einheit Greifswald (Erfried Michalowsky, Edgar Michalowski, Klaus Müller, Hubert Wagner, Hans-Peter Meyer, Jürgen Müller, Dieter Spaller, Jürgen Schulz, Angela Michalowski, Christine Zierath, Brigitte Schröder)   |
| DDR-Mannschaftsmeisterschaft | 1974/1975 | Mannschaft  | Einheit Greifswald (Edgar Michalowski, Erfried Michalowsky, Norbert Michalowsky, Hubert Wagner, Klaus Müller, Michael Franz, Christine Zierath, Renate Thurow, Ilona Michalowsky)                                    |
| DDR-Einzelmeisterschaft      | 1974/1975 | Damendoppel | Christine Zierath / Angela Michalowski (Einheit Greifswald) |
| DDR-Einzelmeisterschaft      | 1975/1976 | Damendoppel | Christine Zierath / Angela Michalowski (Einheit Greifswald) |
| DDR-Mannschaftsmeisterschaft | 1975/1976 | Mannschaft  | Einheit Greifswald (Edgar Michalowski, Erfried Michalowsky, Hans-Peter Apler, Klaus Müller, Uwe Kämmer, Norbert Michalowsky, Jürgen Brösel, Angela Michalowski, Christine Zierath, Renate Thurow, Ilona Michalowsky) |
| DDR-Mannschaftsmeisterschaft | 1976/1977 | Mannschaft  | Einheit Greifswald (Edgar Michalowski, Erfried Michalowsky, Michael Franz, Norbert Michalowsky, Klaus Müller, Renate Thurow, Angela Michalowski, Christine Zierath)                                                  |
| DDR-Einzelmeisterschaft      | 1976/1977 | Damendoppel | Christine Zierath / Angela Michalowski (Einheit Greifswald) |
| DDR-Mannschaftsmeisterschaft | 1977/1978 | Mannschaft  | Einheit Greifswald (Edgar Michalowski, Erfried Michalowsky, Michael Franz, Uwe Kämmer, Angela Michalowski, Ilona Michalowsky, Birgit Kämmer, Christine Zierath)                                                      |
| DDR-Mannschaftsmeisterschaft | 1978/1979 | Mannschaft  | Einheit Greifswald (Erfried Michalowsky, Edgar Michalowski, Uwe Kämmer, Thomas Greeck, Jürgen Brösel, Christine Zierath, Angela Michalowski, Ilona Michalowsky)                                                      |
| DDR-Mannschaftsmeisterschaft | 1979/1980 | Mannschaft  | Einheit Greifswald (Edgar Michalowski, Erfried Michalowsky, Michael Franz, Thomas Mundt, Klaus Müller, Norbert Michalowsky, Petra Michalowsky, Christine Zierath, Ilona Michalowsky, Angela Michalowski)             |
| DDR-Mannschaftsmeisterschaft | 1980/1981 | Mannschaft  | Einheit Greifswald (Erfried Michalowsky, Edgar Michalowski, Thomas Mundt, Michael Franz, Thomas Greeck, Angela Michalowski, Petra Michalowsky, Birgit Kämmer, Ilona Michalowsky, Christine Zierath)                  |